# Tamna tvar
Tamna tvar je naziv za tvar u svemiru koja ne emitira niti reflektira elektromagnetsko zračenje, zbog čega je ne možemo vidjeti. Njeno postojanje astronomija je dokazala posredno, promatranjem učinka tamne tvari na druge, lakše uočljive, objekte. Poznavanje količine tamne tvari u svemiru omogućilo bi bolje razumijevanje kako dosadašnjeg tako i budućeg razvoja svemira. Nekoliko timova astronoma u potrazi je za kratkotrajnim bljeskovima koje uzrokuju masivna nebeska tijela u našoj Galaksiji. Već je poznato da spiralne i eliptične galaksije plivaju u velikim haloima tamne tvari, međutim još se ne zna točan raspored tamne tvari. Gibanje Magellanovih oblaka, satelitskih galaktika Mliječne staze, upućuje na činjenicu da se halo proteže čak i iza ovih malih nepravilnih galaksija, čak 300 000 gs od središta galaksije, dok neki podaci govore i o 600 000 gs. S obzirom na to da je Andromedina galaksija udaljena nešto manje od 3 milijuna gs, čini se da veći dio puta zauzimaju haloi ovih galaksija. Teško je odrediti da li se tamna stvar pojavljuje samo tamo gdje ima i svijetle tvari, jer je tamnu tvar nemoguće detektirati ako nema obližnje svijetle tvari na koju djeluje. Kozmolozi izražavaju gustoću svemira u jedinicama zvanim Ω (omega). Vidljive tvari u svemiru nema mnogo, tek oko Ω = 0,05. Neki teoretičari smatraju da je ukupna gustoća svemira Ω = 1, što znači da tamne tvari mora biti oko Ω = 0,95. To bi značilo da je 95% mase svemira tamno. Realističnije teorije postavljaju gornju granicu gustoće svemira na Ω = 0,4, pa bi tamne tvari trebalo biti oko Ω = 0,35. Čak i u tom slučaju velik dio mase svemira ostaje nepoznat.
Na postojanje tamne tvari upućuju astronomska opažanja njezinih gravitacijskih učinaka. Prve pretpostavke o postojanju tamne tvari iznio je 1930-ih švicarski astronom Fritz Zwicky, a temeljile su se na takozvanom virijalnom teoremu, prema kojemu se ukupna masa potrebna za vezanje galaktika u galaktičke skupove ne može dobiti samo na temelju vidljive tvari. Tako masi galaktičkih skupova zvijezde, prašina i plin pridonose manje od 10%. Dodatnih 10 do 40% mase dolazi od vruće međugalaktičke tvari, a ostatak je nevidljiv. Početkom 1970-ih, na temelju mjerenja krivulja rotacije bliskih spiralnih galaktika, Vera Rubin je ustanovila da je 90% tvari prosječne galaktike nevidljivo. Za spiralne je galaktike opazila da njihova vanjska područja kruže brže nego što se očekuje na temelju Keplerovih zakona. Izmjerene krivulje rotacija upućuju na to da u vanjskim sferičnim područjima (haloima) galaktika mora postojati deset puta više nevidljive tvari nego što ima opažene tvari. Dio te tamne tvari mogu biti machoi smeđi ili bijeli patuljci koji djeluju kao gravitacijske leće, na temelju čega bi mogli biti detektirani. Oni se ubrajaju u takozvanu barionsku tamnu tvar, kojoj pripadaju i neutronske zvijezde i crne rupe. No postoje kozmološka ograničenja (iz proračuna prvotne nukleosinteze) prema kojima udjel barionske tvari u svemiru ne može biti veći od 15%. Stoga prevladavajuća tamna tvar mora biti nebarionska. Jedno objašnjenje za takvu tvar su neutrini, koji se zbog svoje male mase ponašaju kao relativističke čestice (takozvana vruća tamna tvar). Moguća nerelativistička (hladna) tamna tvar sastojala bi se od još neotkrivenih wimp čestica, masivnih slabomeđudjelujućih čestica. O tipu prevladavajuće tamne tvari ovisi način stvaranja struktura u svemiru. Kompjutorske simulacije pokazuju da, uz pretpostavku prevladavajuće hladne tamne tvari, stvaranje ide od najmanjih svemirskih struktura prema galaktikama i njihovim nakupinama.

## Dokazi postojanja

### Skupovi galaktika
Do prvog dokaza o postojanju značajne količine tvari koju nismo u stanju vidjeti došlo se istraživanjem skupova galaksija - nakupina nekoliko stotina do nekoliko tisuća galaksija. Tridesetih godina 20. stoljeća Zwicky i Smith su istraživali dva bliska skupa galaksija: u zviježđu Berenikina kosa i u zviježđu Djevice. Pomoću Dopplerovog učinka mjerili su brzine pojedinih galaktika u skupu, te ustanovili da su brzine reda 10 do 100 puta veće od očekivanih. U grupi galaktika kao što su ovi skupovi, jedina značajna sila kojom galaktike djeluju jedna na drugu je gravitacija. Brzine gibanja pojedinačnih galaktika upućuju na masu skupa: ako je brzina pojedine galaktike prevelika, ona može pobjeći iz skupa, pa sama činjenica da je galaktika u skupu ukazuje na prisustvo jake sile gravitacije koja sprečava bijeg ovih brzih galaksija. Ova metoda ipak nije savršena. Gibanje galaktika je jako sporo, pa mi zapravo nikad ne vidimo galaktike u gibanju. Galaksija kojoj smo izmjerili veliku brzinu možda zaista napušta skup, ili je samo u prolazu, ili je ispred skupa.

### Rotacijske krivulje galaktika
Jači dokaz, koji je obuhvaćao pouzdanije podatke i veći broj ispitanih galaksija, pojavio se sedamdesetih godina 20. stoljeća, kada su Rubin, Freeman, Peebles i drugi mjerili rotacijske krivulje galaksija. Zvijezde koje čine galaksiju okreću se oko središta galaksije, slično planetima koji se okreću oko Sunca. Oba gibanja je moguće opisati Keplerovim zakonima, koji kažu da brzina obilaženja oko centra ovisi samo o udaljenosti od centra i masi sadržanoj unutar putanje. Rotacijske krivulje galaktika su grafovi koji prikazuju odnos brzine obilaženja zvijezda oko središta i udaljenosti od središta. Mjerenjem brzina zvijezde na različitim udaljenostima od središta moguće je izmjeriti masu unutar raznih orbita, te odrediti kako je masa u galaksiji raspoređena. Uzimajući u obzir samo masu koja svijetli (zvijezde) bilo je za očekivati da će brzine zvijezde lagano opadati s udaljenošću, međutim, rezultati su pokazali suprotno. Izmjerene brzine zvijezde su bile daleko iznad očekivanih, što govori da nam je veći dio mase galaktike nevidljiv. Izračunato je postojanje tamne tvari izvan granica središnjeg svijetlog diska galaksije, te u halou iznad i ispod diska. Ovakva mjerenja su izvršena na velikom broju galaksija, sva s istim rezultatima. Galaksijske rotacijske krivulje su najjači dokaz postojanja velikog udjela tamne tvari u masi svemira.

### Gravitacijske leće
Prema općoj teoriji relativnosti, velike mase mogu zakriviti prostor-vrijeme, te tako saviti putanju svjetla. Na taj način vrlo masivni objekti, kakvi su skupovi galaksija, fokusiraju svjetlost i tvore prirodne gravitacijske leće. Slika udaljenog objekta može biti pojačana, iskrivljena i višestruka - što ovisi o položaju udaljenog objekta prema leći. U idealnom slučaju, kada je udaljeni objekt točno iza središta leće, slika je u obliku prstena (Einsteinov prsten). Kada je leća na oko pola puta do udaljenog objekta, pojačanje može doseći i vrijednost 100. Kakvi objekti mogu biti uzrok pojave gravitacijske leće? U našoj galaksiji su to planeti, smeđi patuljci i mrtve zvijezde. Nekoliko projekata prati sjaj milijuna zvijezda u Magellanovim oblacima i Andromedinoj galaksiji. Kada jedan takav macho (eng. MAssive Compact Halo Objects: kompaktni masivni objekti u haloima) objekt u galaksijskom halou zakloni zvijezdu iza njega, sjaj zvijezde će, zbog učinka leće, nakratko porasti. Analizom varijacije svjetla zvijezde moguće se procijeniti masu macho objekta koji je uzrokovao učinak. Masivne galaktike i skupovi galaktika također mogu uzrokovati ovu pojavu, pri čemu su slike često jako iskrivljene zbog nepravilne rasopodjele mase u galaksiji-leći. Koristeći računalne modele, moguće je izračunati masu takvog skupa-leće. Takvi proračuni potvrđuju procjene masa skupova.

## Što čini tamnu tvar?
Budući da je tamna tvar još uvijek teorija, postoji nekoliko mogućih odgovora u kakvom obliku se ona može nalaziti. Dvije najvjerojatnije mogućnosti su Barionska tamna tvar i takozvane egzotične čestice. Treća, pomalo ekstremna, mogućnost je da mi još uvijek u potpunosti ne razumijemo gravitaciju. Možda se gravitacija na većoj skali ne ponaša po istim zakonima kao na maloj skali. 

### Barionska tamna tvar
Barionska tamna tvar je ona koja je sastavljena od nama poznatih čestica: protona, elektrona, neutrona i slično, ali ne svijetli. Nekoliko različitih vrsta objekata može činiti barionsku tamnu tvar:
- Planeti. Postoji nekoliko problema s ovom idejom. Današnje spoznaje govore da planeti nastaju samo oko zvijezda, pa bi njihova masa bila zanemariva prema masama matičnih zvijezda. Takvi planeti bi mogli povećati vrijednost jedinice Ω za ne više od 0,005, što je zanemarivo.
- Smeđi patuljci. Smeđi patuljci su zvijezde koje nisu dovoljno masivne da bi stvorile uvjete za pokretanje termonuklearnih reakcija u njihovu središtu. Ponekad se nazivaju i Jupiteri, zbog toga što bi Jupiter bio mala zvijezda da ima 10 puta veću masu.
- Mrtve zvijezde. Ova skupina uključuje moguće nusprodukte usahlih zvijezda: bijele patuljke, neutronske zvijezde i crne rupe. Prema našem shvaćanju, u Mliječnoj stazi do danas nije moglo nastati dovoljno mrtvih zvijezda da bi njihova masa iznosila 10 puta više od mase svijetle tvari.

Ove tri grupe objekata se zajedničkim imenom zovu macho (kompaktni masivni objekti u haloima).
- Hladni plin i prašina. Moguće je da galaktike sadrže značajne količine plina koji još nije detektiran. Međutim, hladni atomski vodik bi odao svoje prisustvo radio valovima valne duljine 21 cm, a molekularni vodik bi zračio u ultraljubičastom dijelu spektra. Uz pomoć rendgenskih teleskopa utvrđeno je da se u međugalaktičkom prostoru unutar skupova galaktika nalaze oblaci vrlo rijetkog i vrućeg plina temperature oko 100 milijuna K. Masa ovog plina zajedno s običnom, svijetlom materijom najčešće sudjeluje s 20% do 30% u ukupnoj masi skupa.

Veliku prepreku ideji o barionskoj tamnoj tvari čini nukleosinteza velikog praska (eng: Big Bang Nucleosyntesis, BBN), dio teorije velikog praska koji objašnjava omjere količine različitih elemenata u svemiru. Problem je u tome što ovi dobro izračunati omjeri znatno ovise o pretpostavljenom omjeru bariona i fotona. Broj fotona je procijenjen na osnovu mjerenja temperature pozadinskog zračenja. Ispravni omjeri se iz teorije BBN mogu izvući samo uz barionsku tvar od oko Ω = 0,1. S obzirom na to da je vidljiva masa procjenjena na Ω = 0,05, očito da je dio barionske tvari taman. Međutim, rotacijske krivulje galaktika ukazuju na mnogo veće količine tamne tvari, pa dio tamne tvari mora biti nebarionski. Naravno, uvijek ostaje mogućnost da je BBN teorija kriva. Ipak, BBN toliko uspješno objašnjava omjere elemenata u svemiru da većina astronoma radije razmatra druge opcije.

#### Macho
Macho (od engl. Massive Compact Halo Object: masivni kompaktni objekt u halou) su nebeska tijela vrlo slaboga sjaja, izgrađeni od obične (barionske) tvari, na primjer planeti, smeđi patuljci, crne rupe i drugo. Machoi čine manji dio nevidljive tamne tvari. Njihovim postojanjem ne može se objasniti brza rotacija galaktika.

### Egzotične čestice
Mnogi ovu vrstu tamne tvari nazivaju egzotičnom iako se samo radi o česticama koje nisu barioni. Mnoge od tih čestica su već pronađene, dok druge za sada postoje samo u teoriji. Neutrini su poznate čestice. Donedavno se smatralo da su bez mase, dok nije tijekom 2001. nakon dugo vremena riješen problem sunčevih neutrina. Otkriveno je da neutrini imaju nekakvu masu, ali vrlo malu - postavljena gornja granica te mase ne dozvoljava im da igraju značajniju ulogu u ukupnoj masi svemira, bez obzira na njihovu mnogobrojnost. Većina ostalih kandidata može se svrstati u kategoriju wimp (eng: Weakly Interacting Massive Particles: masivne čestice koje slabo interaktiraju). Ovo je klasa masivnih čestica koje rijetko ulaze u interakciju s običnom, barionskom tvari (inače bi ih bilo lako otkriti). U wimp spadaju čestice kao neutralini, fotini, gravitini, aksioni, magnetski monopoli i slično.

#### Wimp čestice
Wimp čestice (od engl. Weakly Interacting Massive Particle: slabomeđudjelujuća masivna čestica) su hipotetske čestice velike mase (10 ili 100 puta veće mase od mase protona) koje odbojno i slabo međudjeluju s običnom tvari. Do danas nisu otkrivene. Smatra se da čine većinu tamne tvari.

## Vruća i hladna tamna tvar
Ako se tamna tvar sastoji od vrlo laganih čestica kao što su neutrini, te bi čestice mogle putovati vrlo brzo, prelaziti velike udaljenosti te stvarati strukture na velikoj skali. Takva se tamna tvar naziva vruća tamna tvar (eng: Hot Dark Matter, HDM) i mogla bi biti odgovorna za stvaranje velikih zidova i filamenata. Ako se, pak, tamna tvar sastoji od teških čestica (wimp čestice) koje se gibaju relativno sporo, one bi stavarale strukturu na maloj skali (veličine galaksija). Takvu tamnu tvar nazivamo hladna tamna tvar (eng: Cold Dark Matter, CDM). Obje vrste tamne tvari su problematične. Vruća tamna tvar ne može objasniti stvaranje galaksija, a hladna stvaranje strukture na velikoj skali. Zbog toga se smatra da u stvaranju strukture svemira moraju igrati ulogu obje vrste tamne tvari. Takva se tamna tvar naziva miješana tamna tvar (eng: Mixed Dark Matter, MDM).

## Tamna energija
Tamna energija, prema modernoj fizikalnoj kozmologiji, je nevidljiv sastojak svemira koji ispunjava sav prostor i uzrokuje njegovo ubrzano širenje. Takvo ubrzano širenje svemira ustanovile su 1997. dvije skupine znanstvenika na temelju pojava supernova tipa Ia. U okviru standardnoga kozmološkog modela, za ubrzano širenje prevladavajuća tvar u svemiru mora biti fluid koji posjeduje negativni tlak, a nazvan je tamna energija. Po mjerenjima iz 2003., tamna energija čini 73% ukupne gustoće energije svemira. Jedno od mogućih objašnjenja za tamnu energiju je energija takozvanog kvantnomehaničkog vakuuma (kvantni šum). Za razliku od ostalih sastojaka svemira, takva gustoća energije vakuuma ne mijenja se u kozmičkom vremenu i kao takva ima ulogu kozmološke konstante u Einsteinovim jednadžbama opće teorije relativnosti. Ako se opažanja objasne efektivnom kozmološkom konstantom, tada ona odgovaraju otkriću gustoće energije vakuuma prostora sićušne vrijednosti od 10–27 kg/m³. Tamna energija može biti predstavljena i skalarnim poljima (takozvana kvintesencija) koja se mijenjaju u prostoru i vremenu, no zadržavaju isti antigravitacijski učinak, tako da se u kozmološkim epohama u kojima prevladava tamna energija govori o inflaciji (napuhivanju) svemira.

## Poveznice
|  | Zajednički poslužitelj ima još gradiva o temi Tamna tvar |

## Vanjske poveznice
- Astronomska sekcija Fizikalnog društva Split - Kozmologija  Arhivirana inačica izvorne stranice od 2. lipnja 2008. (Wayback Machine)